# Brygantyna (zbroja)

Brygantyna, XVI w.

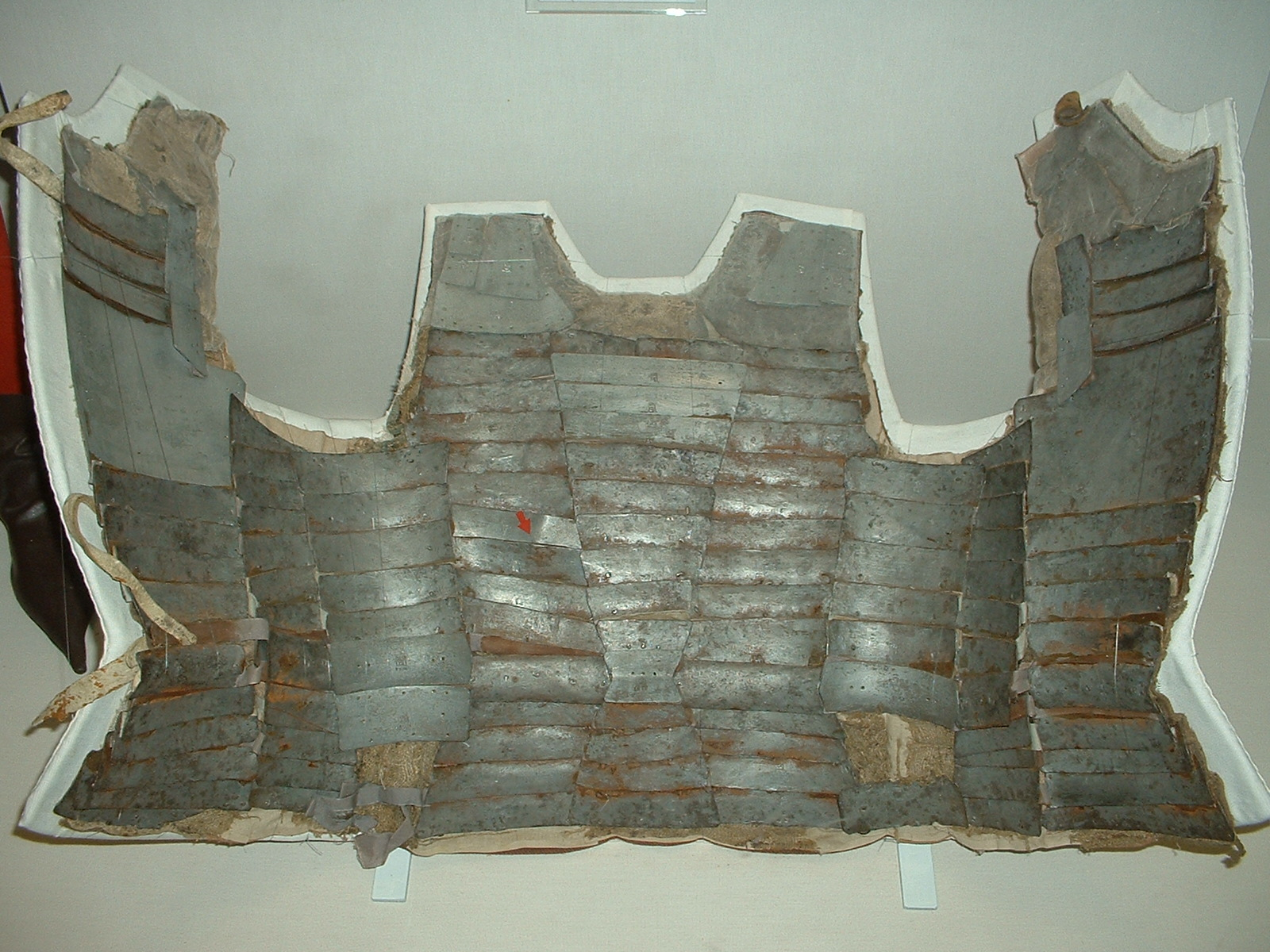
Wnętrze brygantyny

Brygantyna (również brygandyna) – rodzaj zbroi mającej formę skórzanej kurtki z naszytymi lub przynitowanymi od wewnątrz metalowymi płytkami. Płytki miały zazwyczaj około 2,5 na 5 centymetrów (choć zdarzały się i większe). Niekiedy jako dodatkową osłonę montowano dużą okrągłą płytę na piersiach.
Płytki niekiedy pokrywano cyną dla zapobiegania korozji. Brygantyny były używane w Europie i Azji od XII do XV wieku, początkowo przez piechotę, potem głównie przez strzelców (łuczników i kuszników) zarówno pieszych jak i konnych.